# Чорноземи звичайні
Чорноземи звичайні — ґрунти, що сформувалися під різнотравно-ковилово-кострицевою рослинністю на плато і схилах вододілів, лесових терасах на лесових породах і червоно-бурих глинах. Ці ґрунти є зональними (підтип чорноземів) для північної частини степової зони.
Профіль чорноземів звичайних нагадує профіль чорноземів типових Н/к, НРк, Phk, Рк. Але в умовах більш жорсткого гідро-термального режиму (коефіцієнт зволоження становить 0,70-0,85) в цих ґрунтах гальмується процес гумусоутворення, профіль стає більш коротким (80-85 см і більше). 

## Характеристика
Діагностичними ознаками цих ґрунтів є наявність у нижній частині профілю (в горизонтах Phk і Рк) виділення карбонатів у вигляді білозірки (це округлі за формою, не щільні новоутворення акумуляції СаСО3), в материнській породі з глибини 4 м в північній частині підзони, а південній частині з 2-2,5 м залягання гіпсу, а глибше — інших водорозчинних солей, розпорошеність структури в одному шарі. Горизонти з білозіркою ущільнені. У межах перехідних горизонтів також виділяється карбонатний псевдоміцелій, рідше прожилки. Скипання від 10%-го розчину HCl починається з нижньої частини гумусового горизонту (Н/к), або з верхнього перехідного (НРк).
У зоні розповсюджені мало- (4-5%) і середньогумусні (9-5%) види чорноземів. За глибиною профілю виділяють такі види, глибокі — грубизною 85-120 см; середньоглибокі або власне чорноземи звичайні — 80-85см; неглибокі — менше 75 см.
Чорноземи звичайні глибокі середньо- і малогумусні займають північну найвищу і найвологішу частину підзони, яка примикає до Лісостепу. Залягають на Донецькому кряжі і є перехідними до типових чорноземів. У профілі поряд із білозіркою вони мають карбонатну цвіль у верхньому горизонті й шар кротовинного лесу, який збільшує загальну грубизну профілю до 110-120 см.

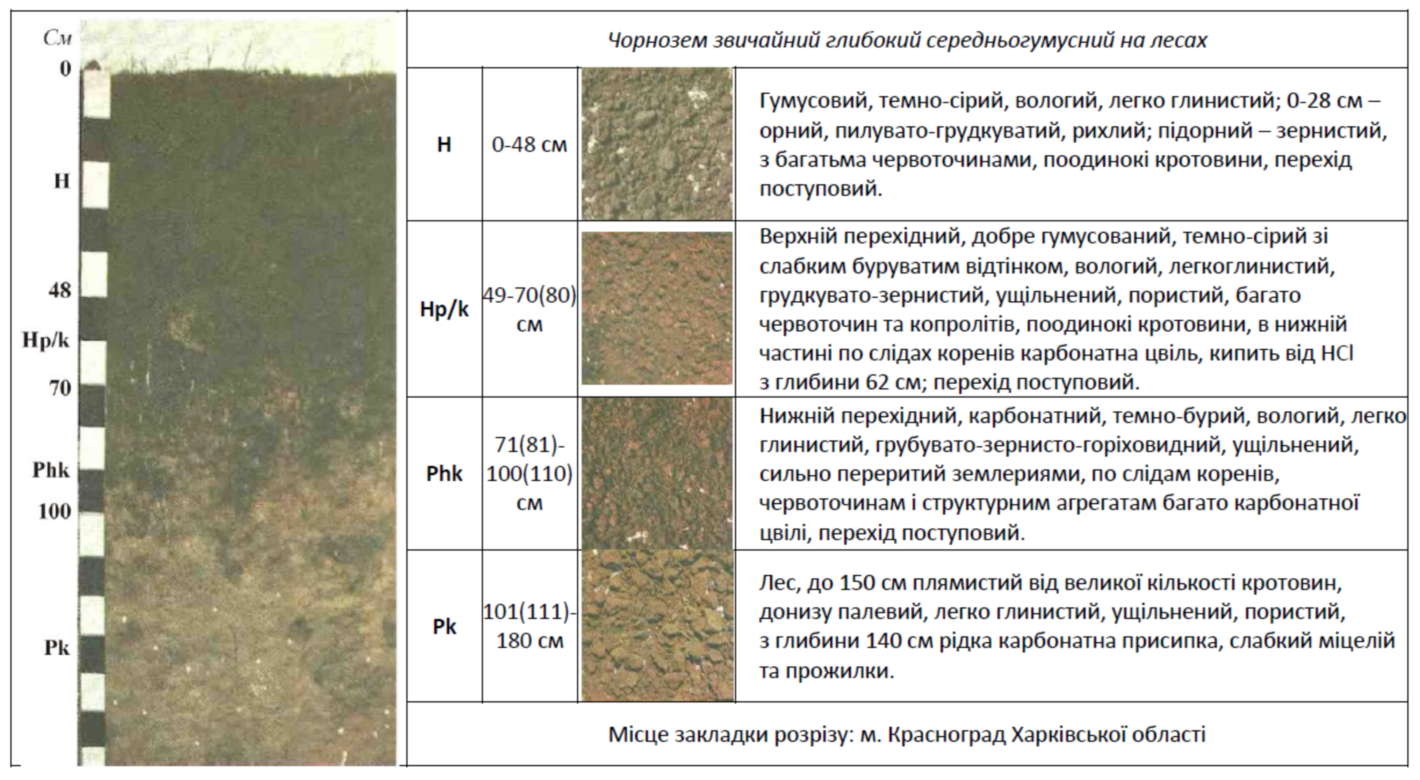
Опис профілю чорнозему звичайного середньогумусного на лесах

З півночі на південь у міру збільшення сухості клімату, зменшується грубизна ґрунтового профілю і вміст гумусу, ближче до поверхні знаходяться карбонатні, гіпсові та засолені горизонти. На важких породах формуються середньогумусні види, а на легких (тераси річок) — малогумусні чорноземи, але ж з більш глибоким профілем.

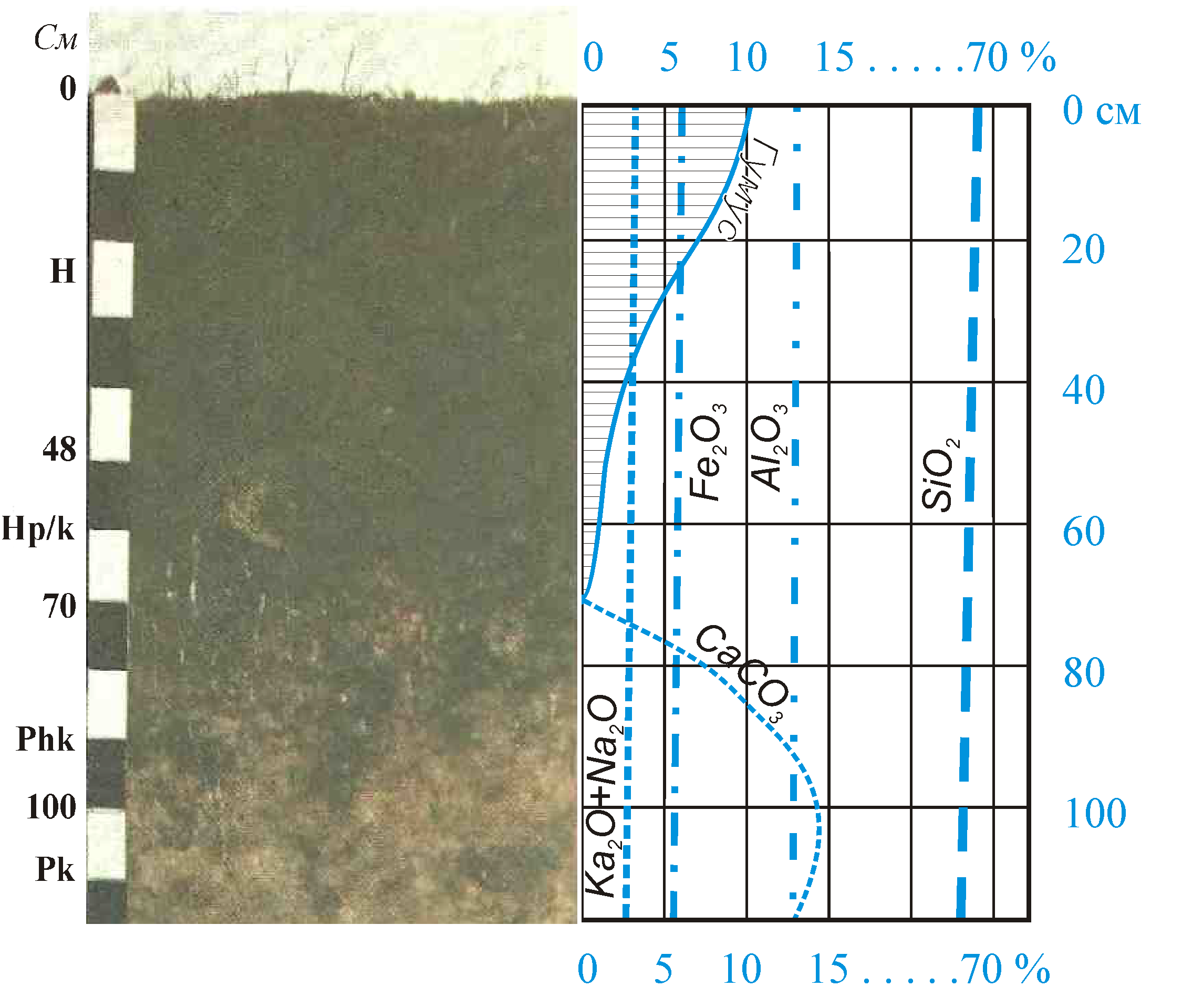
Графік перерозподілу продуктів ґрунтотворення у профілі чорнозему (за С. С. Неуструєвим)

Чорноземи звичайні глибокі розповсюджені в північному Степу і на Донецькому кряжі, середньоглибокі — в Центральному степу, а неглибокі — на Приазовській височині на межі з чорноземами південними. Частіше трапляються мало- і середньогумусові чорноземи. Чорноземи звичайні мають грубизну профілю 80-85 см, білозірка — на глибині 110-120 см, а карбонати знаходяться на глибині 30-50 см.
Широкі вододіли займають легкоглинисті й важкосуглинкові різновидності чорноземів. У напрямку до Дніпра вони переходять у пилувато-середньо-суглинкові, а на нижніх лесових терасах — піщано-легкосупіскові і навіть супіщані. Чорноземи легкого гранулометричного складу мають глибокогумусований профіль — 80-120 см, але вміст гумусу невеликий (1,0-3,0 %).
Чорноземи важкого гранулометричного складу, особливо на червоно-бурих глинах на схилах балок, мають такі характерні риси:
- короткий профіль — 45-85 см і меншу грубизну горизонту Н (30-40 см);
- грудкувато-горіхувату гострогранну структуру:
- підвищену щільність:
- з глибини 2,0-2,5 м часто трапляється гіпс;
- замулюються після дощу, на поверхні утворюють кірку.

Уміст гумусу змінюється з півночі (6,5 %) на південь (4,0%) і з заходу на схід, що пов'язано з наростанням ксеротермічності клімату. У такому напрямку змінюється і грубизна профілю і глибина залягання білозірки. На півдні на глибині близько 3м залягають сульфати кальцію й магнію. У складі гумусу переважають гуматн (Сг. к.: Сф. к. = 1,5-3,0). Тип гумусу — гуматний. Співвідношення кальцію й магнію у ҐВК 6:1. Реакція середовища нейтральна або близька до нейтральної (рН 6.8-7.6). Ємність катіонного обміну складає 30-50 мг-екв/100 г ґрунту залежно від гранулометричного складу.
Чорноземи звичайні мають сприятливі для більшості рослин водно-фізичні властивості: водотривку зернисту структуру, що пов'язано з важким гранулометричним складом, високим умістом гумусу і насиченістю ГВК Са2+ і Mg2+; пухке складення (щільність 1.1-1,25 г/см3); високу водопроникність, повітря- і вологоємність. Запас продуктивної вологи — 90-150 мм. Високі запаси загального й рухомого азоту пов'язані з активною нітрифікацією. Ґрунти мають підвищену й високу забезпеченість фосфором (45-60 мг/кг) і калієм (300-400 мг/кг). Придатні для вирощування усіх районованих сільськогосподарських культур. Природна родючість цих ґрунтів досить висока, але відчувається нестача вологи. їх бонітет коливається від 55 (неглибокі ґрунти) до 86 балів (глибокі ґрунти).